# Старо војничко гробље у Шумарицама
Старо војничко гробље у Шумарицама, налази се у оквиру меморијалног комплекса Спомен-парка „Крагујевачки октобар”, које је формирано у другој половини 19. века током српско-турских ратова (1876—1878). Гробље је настало 1866. године, упоредо са изградњом Војне болнице у Крагујевцу.
Комисија Спомен-музеја „21. октобар”, после шестомесечног истраживања, утврдила да је на гробљу које се некада простирало на око два хектара сахрањено 3.200 војника. У мирнодопским временима, овде су сахрањивани војници преминули за време служења војног рока у Крагујевцу. Сахране су учестале са балканским ратовима (1912-1913), а нарочито када је почео Први светски рат. Током Првог светског рата гробље се вишеструко увећало. Највећи број војника је ту покопан током 1915. године, када је у Крагујевцу била смештена централна војна болница у којој су се лечили рањеници и заражени тифусом.
Упркос беспарици, гробље је некако одржавано све до Другог светског рата, али је у годинама по ослобођењу земље готово у потпуности уништено. Српско војничко гробље је делимично обнављано 1998. и 2017. године, када су на њему урађени рестаураторски и конзерваторски радови, а на њему се сада налази тек неколико десетина споменика и то углавном старијих од 1912. године.
Према подацима Министарства вера Краљевине Срба, Хрвата и Словенаца, на Старом војничком гробљу у Шумарицама сахрањено више десетина аустроугарских и немачких војника. Према једним подацима, ту су покопани земни остаци 62, а према другим 72 страна војника.